# GTP'
GTP' (GTP prima) és un protocol basat en IP utilitzat a les xarxes GSM i UMTS. Es pot utilitzar amb UDP o TCP. GTP' utilitza la mateixa estructura de missatges que GTP (GTP-C, GTP-U), però en gran part és un protocol separat. GTP' utilitza el port UDP/TCP registrat 3386.
GTP' es pot utilitzar per transportar dades de càrrega des de la "Funció de dades de càrrega" (CDF) de la xarxa GSM o UMTS a la "Funció de passarel·la de càrrega" (CGF). En la majoria dels casos, això hauria de significar des de molts elements de xarxa individuals, com ara els GGSN, fins a un ordinador centralitzat que després lliura les dades de càrrega de manera més còmoda al centre de facturació de l'operador de xarxa.
GTP' s'utilitza a la interfície Ga dins de la definició de xarxa central GPRS 3GPP.
GTP' reutilitza aspectes de GTP, encara que per citar 3GPP TS 32.295, "només el pla de senyalització de GTP es reutilitza parcialment". GTP' defineix una capçalera diferent, missatges addicionals, valors de camp, així com un protocol de sincronització per evitar la pèrdua o la duplicació de CDR en errors CGF o SGSN/GGSN. Els CDR transferits, si segueixen els estàndards 3GPP, es codifiquen a ASN.1.

## Tipus de missatges
GTP' utilitza la versió GTP no admesa, els missatges de sol·licitud d'eco i de resposta d'eco sense canvis, però afegeix els missatges següents:
- Sol·licitud Node Alive
- Resposta viva del node
- Sol·licitud de redirecció
- Resposta de redirecció
- Sol·licitud de transferència de registre de dades
- Resposta de transferència de registre de dades

### Sol·licitud/resposta de Node Alive
Els missatges de Node Alive s'utilitzen per avisar a altres components de la xarxa que un node ha iniciat el servei. La sol·licitud s'envia des del node que s'inicia i, per tant, proporciona un mètode més ràpid per tornar a habilitar el servei que l'enquesta mitjançant Echo Request/Response. Aquest missatge també es pot utilitzar per informar d'altres nodes que tornen al servei i (a la versió 2 de GTP) per informar de l'adreça IPv6 del CGF.

### Sol·licitud/resposta de redirecció
Els missatges de redirecció s'utilitzen per:
1. desviar el flux de CDR dels CDF (SGSN/GGSN) a un altre CGF quan el remitent s'està retirant del servei (per manteniment/error).
2. avisar que el CGF ha perdut la connexió amb un sistema aigües avall

### Sol·licitud/resposta de transferència de registre de dades
Els missatges de transferència de registres de dades s'utilitzen per transportar de manera fiable els CDR des del punt de generació (SGSN / GGSN) fins a l'emmagatzematge no volàtil al CGF.